# Ultimate Tennis Showdown 12 de Londres 2024
Navigation
UTS 11 de Francfort UTS 13 de Guadalajara
L’Ultimate Tennis Showdown 12 de Londres est la 12e édition de l’Ultimate Tennis Showdown. La compétition a lieu à Londres pour la 2e fois de l’histoire de l’UTS, comme en 2023. Elle se déroule du 6 au 8 décembre 2024 à la Copper Box Arena dans le quartier de Stratford où a lieu l’intégralité des matchs du tournoi.
Cette édition fait figure de « Grande Finale » de l’année 2024, elle est remportée par Alex de Minaur en finale face au Danois Holger Rune. L’Australien remporte pour la 2e fois une édition de l’UTS après celui d’Anvers de 2020 et devient donc le joueur le plus titré de cette compétition.

## Qualifications
À la suite des 3 tournois de 2024, un classement est déterminé en fonction des résultats de chacun de ces tournois. En plus de plusieurs places attribuées pour les meilleurs joueurs, chaque joueur ayant gagné un des 3 tournois ou ayant reçu une Wild card est qualifié.
À noter que Ben Shelton décide de ne pas participer au tournoi bien qu’il s’y soit qualifié.
| Rang | Nom                  | Total | UTS Oslo | UTS New-York | UTS Francfort | Bonus |
| ---- | -------------------- | ----- | -------- | ------------ | ------------- | ----- |
| 1    | Andrey RublevV       | 24    | 20       | 4            | -             | -     |
| 2    | Alex de MinaurRR     | 23    | 15       | 8            | -             | -     |
| 3    | Alexander BublikRR   | 23    | 11       | 11           | -             | 1     |
| 4    | Ugo HumbertRR        | 22    | -        | 6            | 15            | 1     |
| 5    | Gaël Monfils V       | 20    | -        | 15           | 4             | 1     |
| 6    | Ben Shelton          | 20    | -        | -            | 20            | -     |
| 7    | Casper Ruud          | 17    | 11       | 6            | -             | -     |
| 8    | Denis Shapovalov     | 18    | -        | 12           | 4             | 2     |
| 9    | Lorenzo Musetti      | 11    | -        | -            | 11            | -     |
| 10   | Thanasi KokkinakisWC | 11    | -        | -            | 11            | -     |
| 11   | Dominic Thiem        | 8     | 4        | -            | 4             | -     |
| 12   | Holger RuneWC        | 8     | 6        | -            | -             | 2     |
| 13   | Nick Kyrgios         | 8     | -        | 8            | -             | -     |
| 14   | Benoît Paire         | 6     | 6        | -            | -             | -     |
| 15   | Jan-Lennard StruffWC | 6     | -        | -            | 6             | -     |
| 16   | Stéfanos Tsitsipás   | 5     | -        | 4            | -             | 1     |
| 17   | Lucas Pouille        | 4     | 4        | -            | -             | -     |
| 18   | Nicolai Budkov Kjær  | 4     | 4        | -            | -             | -     |

- RR : Qualifié grâce au classement
- V : Qualifié en ayant gagné un UTS en 2024
- WC : Invité par l’organisation

## Phase de groupes
| Rang | Nom                | Joués | Victoire | Diff |
| ---- | ------------------ | ----- | -------- | ---- |
| 1    | Alex de Minaur     | 3     | 3        | +94  |
| 2    | Holger Rune        | 3     | 2        | -4   |
| 3    | Jan-Lennard Struff | 3     | 1        | -37  |
| 4    | Alexander Bublik   | 3     | 0        | -57  |

| Rang | Nom                | Joués | Victoire | Diff |
| ---- | ------------------ | ----- | -------- | ---- |
| 1    | Ugo Humbert        | 3     | 2        | +24  |
| 2    | Gaël Monfils       | 3     | 2        | +12  |
| 3    | Thanasi Kokkinakis | 3     | 1        | -32  |
| 4    | Andrey Rublev      | 3     | 1        | -4   |

## Tableau final
|  |                |                |             |             |             |             |             |    |    |        |        |        |        |        |        |        |
|  | Demi-finale    | Demi-finale    | Demi-finale | Demi-finale | Demi-finale | Demi-finale | Demi-finale |    |    | Finale | Finale | Finale | Finale | Finale | Finale | Finale |
|  |                |                |             |             |             |             |             |    |    |        |        |        |        |        |        |        |
|  |                |                |             |             |             |             |             |    |    |        |        |        |        |        |        |        |
|  | Alex de Minaur |                | 10          | 14          | 15          | 14          |             |    |    |        |        |        |        |        |        |        |
|  | Alex de Minaur |                |             |             |             |             |             |    |    |        |        |        |        |        |        |        |
|  | Gaël Monfils   |                | 14          | 11          | 8           | 6           |             |    |    |        |        |        |        |        |        |        |
|  | Gaël Monfils   | Alex de Minaur | 14          | 11          | 8           | 6           |             | 13 | 14 | 16     |        |        |        |        |        |        |
|  |                |                |             |             |             |             |             | 13 | 14 | 16     |        |        |        |        |        |        |
|  |                |                | Holger Rune |             | 8           | 11          | 10          |    |    |        |        |        |        |        |        |        |
|  | Ugo Humbert    |                | Holger Rune | 11          | 8           | 11          | 10          | 12 | 11 |        |        |        |        |        |        |        |
|  | Ugo Humbert    |                |             | 11          |             |             |             | 12 | 11 |        |        |        |        |        |        |        |
|  | Holger Rune    |                | 15          | 13          | 15          |             |             |    |    |        |        |        |        |        |        |        |
|  | Holger Rune    |                | 15          | 13          | 15          |             |             |    |    |        |        |        |        |        |        |        |